# Suhana Khan

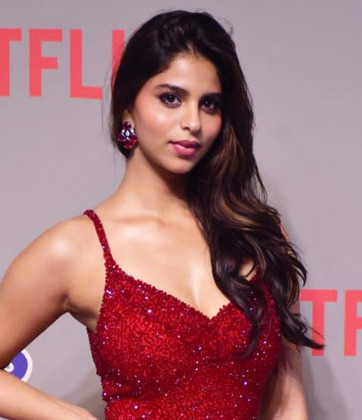
Suhana Khan

Suhana Khan (Hindi सुहाना खान; * 22. Mai 2000 in Mumbai) ist eine indische Schauspielerin.

## Leben und Karriere
Suhana Khan wurde am 22. Mai 2000 in Mumbai geboren. Sie ist Tochter des Schauspielers Shah Rukh Khan und der Produzentin Gauri Khan. Sie besuchte die Dhirubhai Ambani International School. Ihren Schulabschluss machte sue an der Ardingly College. Danach studierte sie an der Tisch School of the Arts.
2018 war Khan auf dem Cover der Vogue India zu sehen. Ihr Debüt gab sie 2019 in dem Kurzfilm  The Grey Part of Blue. 2023 wurde sie eine der Markenbotschafterinnen des Kosmetikunternehmens Maybelline und der Beauty-Marke Tira von Reliance Retail.
Im selben Jahr bekam sie in dem Netflixfilm The Archies eine Hauptrolle. Sie sang auch das Lied „Jab Tum Na Theen“ für den Soundtrack des Films.

## Filmografie (Auswahl)
- 2019: The Grey Part of Blue
- 2023: The Archies